# Leonid Pilunsky
 (février 2022).
Leonid Pilunsky (en ukrainien : Пілунський Леонід Петрович ; 15 septembre 1947 - 21 novembre 2021) est un homme politique ukrainien de Crimée.

## Biographie
Membre du Mouvement populaire d'Ukraine, il a servi dans la Verkhovna Rada de Crimée de 2006 à 2014, lorsque le territoire a été annexé par la Russie.
Leonid Pilunsky décède le 21 novembre 2021, en Crimée, après avoir souffert de la COVID-19. Il avait 74 ans.